# Harpy

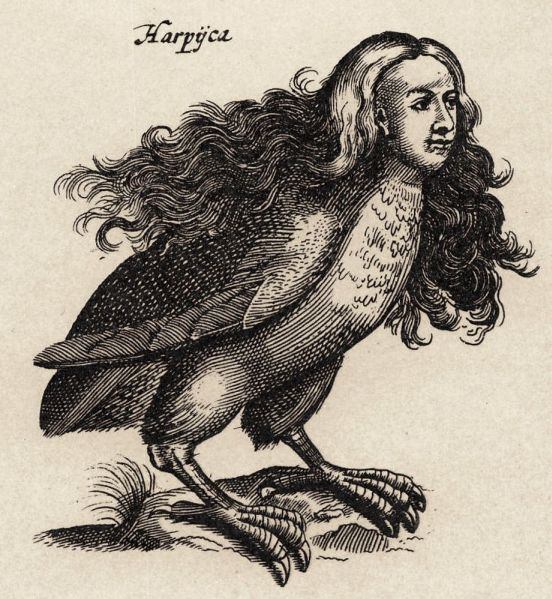
Harpy trong tác phẩm Monstrorum Historia của Ulisse Aldrovandi

Trong thần thoại Hy Lạp và thần thoại La Mã, Harpy (tiếng Hy Lạp: ἅρπυια) là những yêu nữ đầu người mình chim, được xem là hiện thân của những cơn gió bão.

## Mô tả

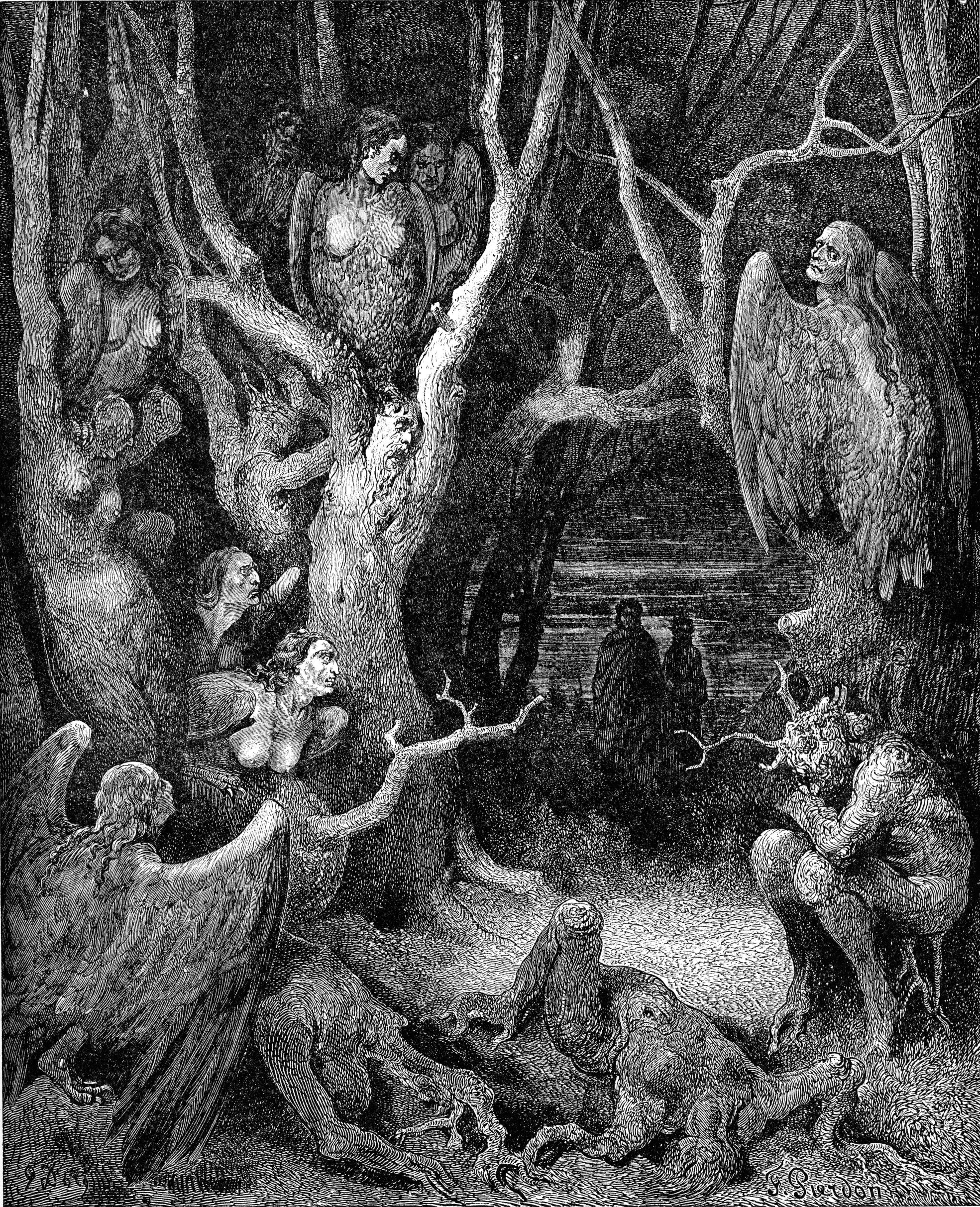
Harpy trong khu rừng địa ngục (tranh của Gustave Doré, 1861)

Trong những câu chuyện thần thoại ban đầu, Harpy được miêu tả là những người phụ nữ đẹp mang thân hình của loài chim. Tuy nhiên sau đó, điển hình là trong câu chuyện về vua Phineus, Harpy được xem là những con chim có đầu của một phụ nữ, mang hơi thở kinh tởm với bộ móng vuốt sắc bén và dài trên tay, khuôn mặt hốc hác, tiều tụy vì đói, theo Aeschylus và Vergilius. Trong câu chuyện trên, Harpy là những tay sai của thần Zeus, được ngài phái xuống trần để trừng phạt Phineus.
Các Harpy thường xuất hiện bất ngờ trên không trung và quắp những kẻ bất lương đem đến cho Erinyes, nữ thần của sự báo thù. Khi một người đột nhiên biến mất khỏi dương gian, người ta nói rằng hắn đã bị Harpy bắt đi. Trong tác phẩm Odyssey của Homer, Harpy được xem là những cơn gió cuốn mọi người đi. Là hiện thân của gió và không khí, Harpy thường đi cùng với những vị thần gió và không khí khác, như Boreads, những người con trai của thần gió bắc Boreas.
Các Harpy ở trên những hòn đảo gọi là Strofades, hoặc một hang động ở đảo Crete.

## Các Harpy và gia đình
Harpy là những người con của thần Thaumas và nữ thần Electra (đều là những vị thần của biển cả), do đó là chị em với thần cầu vồng Iris. Ngoài ra, các Harpy cũng được cho là những người chị em với Arke (chị em sinh đôi với Iris) và thần sông Hydaspes.
Hai Harpy đầu tiên được nhà thơ Hesiod đặt tên là Aello và Ocypete; Vergilius sau đó đã thêm vào một Harpy thứ ba, là Celaeno. Homer cũng đã thêm một Harpy thứ tư, là Podarge. Podarge là một người vợ của thần gió Tây Zephyrus (cũng là chồng của Iris), sinh ra Balius và Xanthus, là hai con ngựa của Achilles.

## Thần thoại

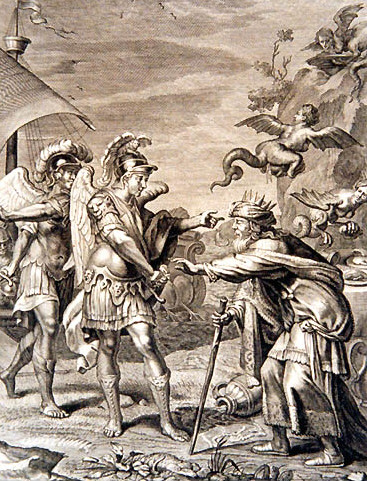
Hai anh em Boreads và vị vua mù Phineus

### Argonaut
Câu chuyện thần thoại mà Harpy được biết đến nhiều nhất là về vua Phineus của Thrace, người được thần Zeus ban cho khả năng tiên tri. Tức giận vì Phineus đã làm lộ những bí mật của thần, Zeus đã trừng phạt nhà vua bằng cách làm mù mắt ông ta, và đày ông ta lên một hòn đảo. Ở đó có rất nhiều món ăn mà Phineus không bao giờ ăn được, vì những Harpy luôn lấy chúng đi trước khi nhà vua kịp thỏa mãn cơn đói, hoặc nhả vào thức ăn những thứ kinh khủng.

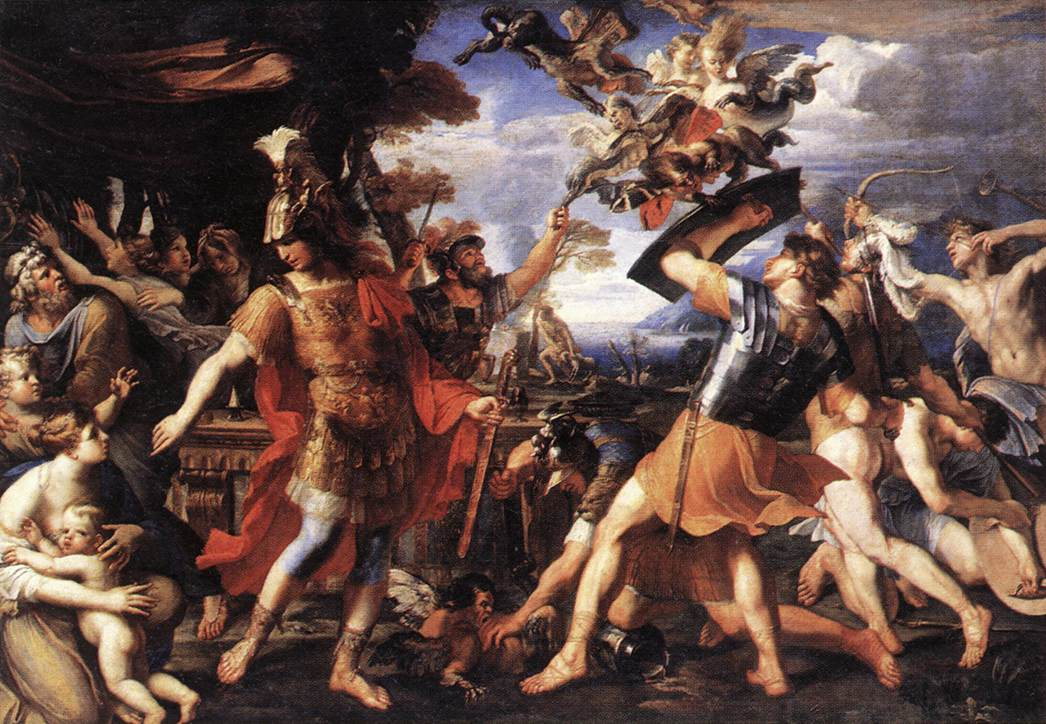
Aeneas chiến đấu với các Harpy

Điều này vẫn cứ diễn ra cho đến khi các Argonaut xuất hiện. Phineus đã kể những nỗi thống khổ của mình đến các thủy thủ trên tàu và nói rằng, hai anh em Boreads, Zetes và Calais là những người đã được trời định để giải thoát ông ta. Kế hoạch được đặt ra, Phineus bắt đầu bữa ăn và được Boreads bảo vệ, và ngay khi nhà vua chạm vào thức ăn, những ác điểu Harpy nhanh chóng sà xuống nuốt chửng thức ăn và bay đi. Hai anh em Boreads truy đuổi chúng đến Strofades thì bị Iris ngăn lại trước khi họ ra tay giết chết các Harpy. Nữ thần cũng đưa ra một lời thề, là các Harpy sẽ không bao giờ quấy phá vua Phineus nữa, và Boreads phải quay trở lại đoàn Argonaut. Để trả ơn vì sự giúp đỡ của họ, Phineus đã chỉ cho các Argonaut con đường vượt qua Symplegades.

### Aeneis
Trong tác phẩm Aeneis, ác điểu Celaeno đã thốt lên một lời tiên tri rằng, Aeneas và những binh lính thành Troy sẽ bị những cơn đói hành hạ đến mức họ sẽ phải gặm cả bàn ăn trước khi đến được Ý, nơi kết thúc của cuộc hành trình. Aeneas cũng đã bắt gặp những Harpy trên đường xuống địa ngục Hades, cùng những con quái vật khác.

## Sách tham khảo
1. 1 2 3 4 5 6 7  Luke Roman, Monica Roman (2010), Encyclopedia of Greek and Roman Mythology, Nhà xuất bản Infobase Publishing, tr.186 ISBN 9781438126395
2. 1 2 3 4 5  Kathleen N. Daly, Marian Rengel (2009), Greek and Roman Mythology, A to Z, Nhà xuất bản Infobase Publishing, tr.63 ISBN 9781438128009
3. ↑  Aeschylus, Eumenides, 50
4. ↑  Virgil, Aeneid, quyển 3216
5. ↑  Homer, Odyssey, quyển 1241 & 14.371
6. ↑  "Harpy". Encyclopaedia Britannica.
7. ↑  Virgil, Aeneid, quyển 3210
8. ↑  Apollonius, Argonautica, quyển 2298
9. ↑  Hesiod, Theogony, 265–267
10. ↑  Virgil, Aeneid, quyển 3209
11. ↑  Homer, Iliad, quyển 16148
12. ↑  Homer, Iliad, quyển 16.150
13. ↑  Argonautica, quyển II; Ovid quyển XIII, 710; Virgil quyển III, 211, 245